# Thérèse et Pierrette à l'école des Saints-Anges
Thérèse et Pierrette à l'école des Saints-Anges est un roman de Michel Tremblay paru en 1980.
Il s'agit du deuxième tome des Chroniques du Plateau Mont-Royal.

## Résumé
En 1942, à Montréal, un mois après les événements racontés dans La grosse femme d'à côté est enceinte, le récit raconte quatre jours dans la vie de Thérèse, Pierrette et Simone, amies inséparables qui fréquentent l'école des Saints-Anges, sise sur le boulevard Saint-Joseph au cœur du Plateau-Mont-Royal. Les trois fillettes participent aux préparatifs de la Fête-Dieu qui occupent tout l'établissement scolaire dirigé d'une main de fer par mère Benoîte-des-Anges, une religieuse cruelle, froide et autoritaire. 
Pendant ces journées fort actives de l'institution, depuis le trottoir, un chauffeur d'autobus observe les petites filles dans la cour d'école, attiré par l'une d'entre elles. Après quelques jours, taraudé par le désir, il n'y tient plus, aborde l'enfant et noue une relation trouble avec elle. Quand Albertine, la mère, découvre la liaison de sa fille, une colère épique secoue toute la maisonnée.

## Prix
- Prix Jean-Hamelin 1981

## Adaptation théâtrale
- 2010 : Thérèse et Pierrette à l'école des Saints-Anges, adaptation et mise en scène de Serge Denoncourt, adaptation théâtrale du roman éponyme de Michel présentée au Théâtre Jean-Duceppe